# Иванов, Василий Тихонович
Васи́лий Ти́хонович Ивано́в (псевдоним — Васи́лий Су́рский) (24 ноября 1933, Куберсола, Советский район, Марийская автономная область, Горьковский край, РСФСР, СССР — 28 марта 2001, Йошкар-Ола, Марий Эл, Россия) — марийский советский журналист, педагог. Заместитель главного редактора республиканской газеты «Марий коммуна» (1980—1994). Заслуженный работник культуры Российской Федерации (1994).

## Биография
Родился 24 ноября 1933 года в д. Куберсола ныне Советского района Марий Эл в крестьянской семье.
В 1952 году окончил Йошкар-Олинское педагогическое училище, до 1956 года — учитель в сельских школах Марийской АССР.
С 1956 года — сотрудник газеты «Рвезе коммунист» («Молодой коммунист»), журнала «Блокнот агитатора», заместитель главного редактора газеты Советского района Марийской АССР (руководитель литературного объединения при редакции). В 1968 году заочно окончил Марийский педагогический институт имени Н. К. Крупской, в 1971 году — Горьковскую Высшую партийную школу. С 1971 года — заведующий отделом, в 1980—1994 годах — заместитель главного редактора республиканской газеты «Марий коммуна».
С 16 лет писал стихотворения на общественно-политические темы, которые публиковались в альманахе «Пиалан илыш», газете «Марий коммуна» (псевдоним — Василий Сурский). В 1956 году подготовил к печати первый сборник стихотворений, но получив отрицательный отзыв известного марийского поэта, лауреата Сталинской премии III степени Миклая Казакова, перестал публиковаться, полностью посвятив себя журналистской работе.
В 1980 году ему присвоено почётное звание «Заслуженный работник культуры Марийской АССР», в 1994 году — звание «Заслуженный работник культуры Российской Федерации». Дважды награждён Почётной грамотой Президиума Верховного Совета Марийской АССР.
Скончался 28 марта 2001 года в Йошкар-Оле.

## Звания и награды
- Заслуженный работник культуры Российской Федерации (12.01.1994)[1][2][4] — за заслуги в области культуры и многолетнюю плодотворную работу[5]
- Заслуженный работник культуры Марийской АССР (1980)[1][2][4]
- Почётная грамота Президиума Верховного Совета Марийской АССР (1977, 1983)[1][2][4]